# Residencia de Estudiantes
La Residencia de Estudiantes de Madrid es un centro fundado en 1910 por la Junta para Ampliación de Estudios, producto directo de las ideas renovadoras que había iniciado en España el krausista Francisco Giner de los Ríos con la fundación en 1876 de la Institución Libre de Enseñanza. Desde el primer momento quiso ser un complemento educativo a la universidad en el que se formaran los hijos de las clases dirigentes liberales, y de 1910 a 1939 fue uno de los principales núcleos de modernización científica y educativa de España. El conjunto de pabellones fue declarado en el año 2014 Patrimonio Europeo.

## Historia

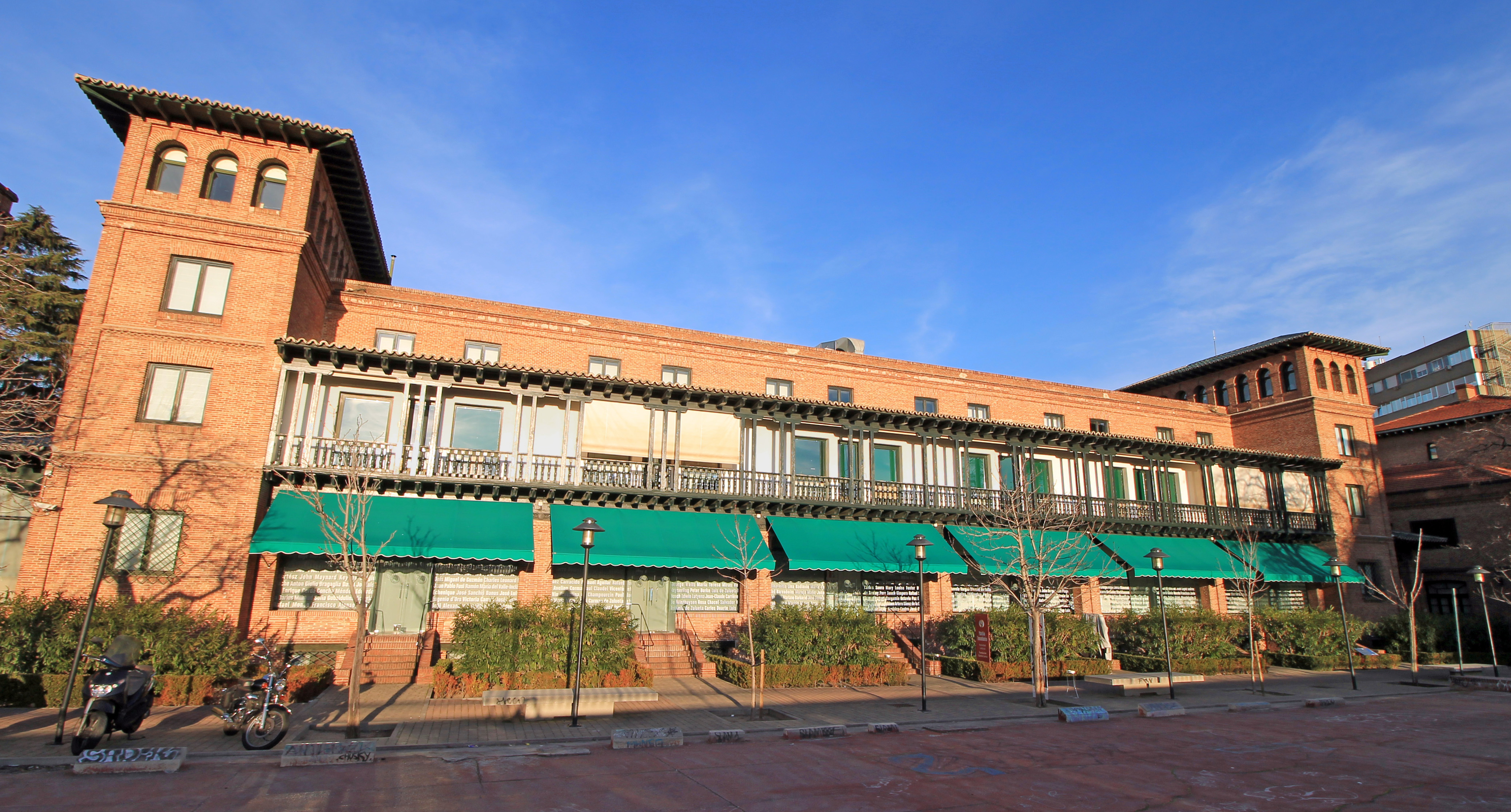
Pabellón Transatlántico de la Residencia de Estudiantes.

Se estableció en el número 14 de la calle de Fortuny, de modo provisional, con lo imprescindible, y tan solo quince alumnos. En 1915 se trasladó a su sede definitiva en los Altos del Hipódromo (la «Colina los Chopos», según el nombre que le dio Juan Ramón Jiménez), en un conjunto de edificios modernos de estilo neomudéjar provistos de los mejores adelantos de la época y con unas instalaciones con la luz y el sol como protagonistas. Se había empezado a construir en 1913 con un proyecto del arquitecto Antonio Flórez Urdapilleta. 
Alberto Jiménez Fraud, hombre vinculado a la Institución Libre de Enseñanza y al krausismo, fue su director en la época inicial, periodo en el que la Residencia se convirtió en un vivero de convivencia, creación e intercambio artístico y científico de la Europa de entreguerras. Junto a Jiménez Frau, la JAE puso como vocales de su Patronato, según real decreto de creación de la institución, a Ramón Menéndez Pidal (presidente), Nicolás Achúcarro, Gabriel Gancedo, Juan Antonio Güell, José Ortega y Gasset, Leopoldo Palacios, Antonio Vinent y Portuondo, Pedro Sangro y Ros de Olano y Juan Uña Shartou.

### Primera época

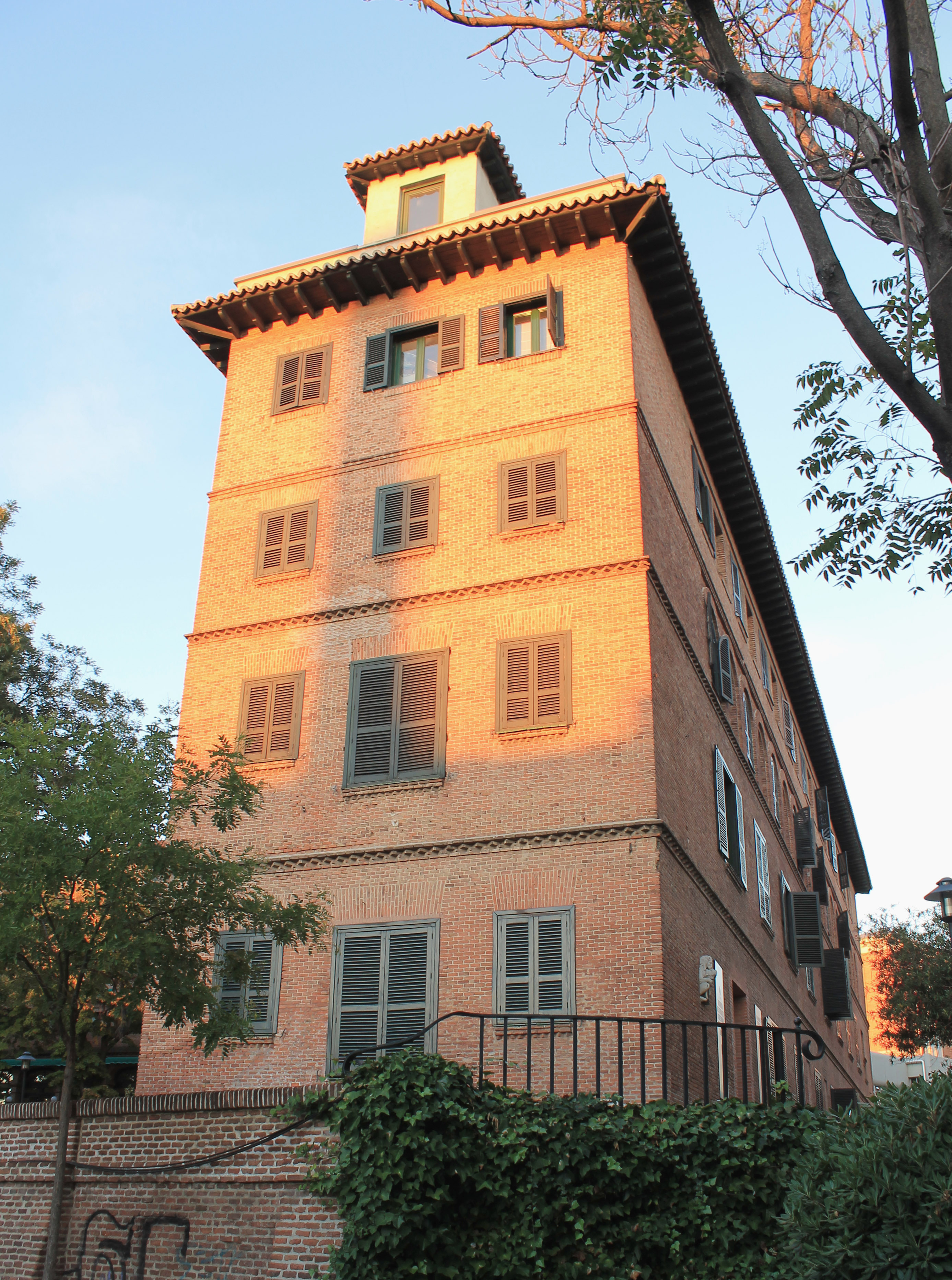
Vista del edificio definitivo en la «Colina los Chopos».

En esta primera época coincidieron en la Residencia y se hicieron amigos importantes figuras de la cultura española del siglo xx: el cineasta Luis Buñuel, el poeta Federico García Lorca y el pintor Salvador Dalí. A este grupo de amigos hay que añadir los nombres del ingeniero José Bello, «Pepín Bello», el más longevo habitante de la institución y creador de muchas ideas que más tarde se atribuyeron a otros, del compositor Salvador Bacarisse y de José Moreno Villa. Otro asiduo a las reuniones que el grupo realizaba en la Residencia fue Rafael Alberti, que dedicó algunas páginas de su autobiografía La arboleda perdida a narrar sus vivencias en la Residencia. El poeta Jorge Guillén fue residente en esta primera época y Juan Ramón Jiménez uno de sus más asiduos invitados. También el científico Severo Ochoa fue residente, el psiquiatra José Solís Suárez, gran amigo de Severo Ochoa, y otros muchos miembros de la intelectualidad de aquellos años: Miguel de Unamuno, Alfonso Reyes Ochoa, Manuel de Falla, José Ortega y Gasset, Pedro Salinas, Blas Cabrera, Eugenio d'Ors, Manuel Altolaguirre y tantos otros.
Los conciertos también abundaban en la Residencia y en uno de sus salones, hoy convertido en sala de conferencias, puede verse todavía el piano de cola en el que Federico García Lorca tocaba habitualmente. Era un asiduo de esas veladas musicales, que se desarrollaban en un día fijo de la semana, el poeta Gerardo Diego, que también sería crítico musical. La compañía teatral La Barraca ensayaba regularmente en el auditorio y dio allí varias representaciones.
Había en la Residencia de Estudiantes una buena biblioteca, clases de idiomas gratuitas y varios laboratorios de ciencia experimental, en los cuales trabajaban hombres como Severo Ochoa, Juan Negrín, Blas Cabrera, Antonio Madinaveitia, Luis Calandre,  el filólogo Tomás Navarro Tomás, los médicos Francisco Jiménez García, José Solís Suárez y José Miguel Sacristán, el experto bacteriólogo José Pérez Mel, etc.
Las instalaciones, el menú, la «disciplina» sugerida y nunca impuesta, así como la libertad de la que gozaban los residentes causaban admiración en todo aquel que la visitaba. Figuras intelectuales de primer orden eran invitadas a menudo a comer, a impartir conferencias, a intervenir en las tertulias, o a organizar exposiciones.
Por el salón de conferencias pasaron las más altas personalidades de la cultura española y extranjera. Alberto Jiménez logró que Henri Bergson hablara a los residentes. Posteriormente pasaron por la Residencia, Einstein, Howard Carter, Gilbert Keith Chesterton, Paul Valéry, Marie Curie, Ígor Stravinski, Paul Claudel, Wolfgang Köhler, Louis de Broglie, Herbert George Wells, Max Jacob, Louis Aragon, Le Corbusier, Edwin Lutyens, Teixeira de Pascoaes, Keynes... Fueron residentes Alfonso Reyes Ochoa, Julián Besteiro, Santiago Ramón y Cajal, Manuel de Falla, Unamuno, Eugenio d'Ors, Federico de Onís, Valle-Inclán, Manuel Machado, León Felipe, Zulueta, Federico García Lorca y tantos otros.
Desde 1926 hasta 1934 apareció la revista Residencia, reproducida en facsímil por el CSIC en 1987.

### Guerra civil

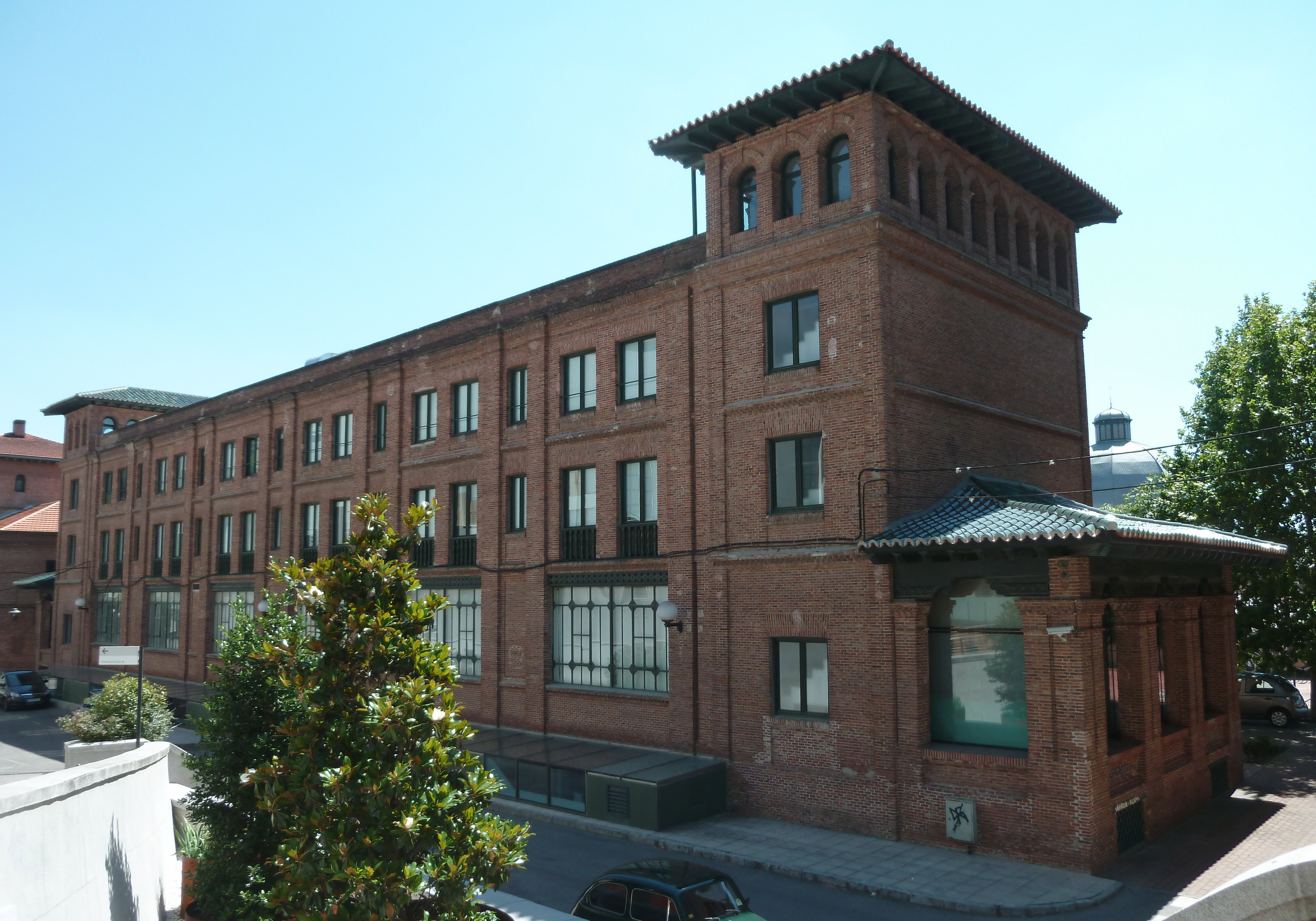
Fachada noreste del Pabellón Transatlántico.

Antes de la guerra civil española de 1936, se proyectó y empezó a construir un nuevo edificio para la Residencia de Estudiantes en la ciudad Universitaria de Madrid, según proyecto de Luis Lacasa Navarro, obra que se interrumpió, antes de su inauguración, por la guerra que tuvo en la zona uno de sus frentes más activos. Al término de la guerra y tras la condena a inhabilitación perpetua del arquitecto Luis Lacasa por el régimen, las obras fueron encomendadas al arquitecto Javier Barroso. Una vez terminadas, en 1943 se inauguró en sus locales una residencia para estudiantes universitarios con el nombre de Colegio Mayor Ximénez de Cisneros, bajo la dirección de Pedro Laín Entralgo. Poco más tarde el colegio mayor se fraccionó en varios: colegio Mayor Antonio de Nebrija y colegio Mayor Covarrubias, además del Colegio Cisneros.
Con la guerra civil, las actividades de la Residencia de Estudiantes terminaron abruptamente, a la vez que se dio por concluida la Edad de Plata de las letras y ciencias españolas. Durante la contienda y como recurso para salvar el edificio y su magnífica biblioteca, fue ofrecido como sede de un hospital y sucesivamente un orfanato y un cuartel de carabineros, que en efecto se alojaron allí durante un tiempo.
Con la instauración de la dictadura de Francisco Franco, buena parte de sus residentes y profesores (así como su director Alberto Jiménez Fraud) se vieron forzados a exiliarse al extranjero o silenciados en un exilio interior. A partir de 1939, se clausuró la Junta para Ampliación de Estudios y la mayor parte de las instalaciones de la «Colina de los Chopos» pasaron a depender del Consejo Superior de Investigaciones Científicas (CSIC). Sobre el Auditórium de la Residencia se erigió la iglesia del Espíritu Santo, obra de Miguel Fisac, confiada al cuidado de sacerdotes del Opus Dei. En 1943 se trasladaron los 16 000 libros de la biblioteca de la antigua Residencia de Estudiantes al recién creado Colegio Mayor Ximénez de Cisneros, en la Universidad de Madrid, actualmente Universidad Complutense. Se desconoció el paradero de los libros hasta 2010, cuando el director del colegio mayor, el profesor José Luis González Llavona, logró rescatar y catalogar 2301 volúmenes.

### Segunda época
En las décadas finales del siglo XX se acometió su restauración integral con el proyecto de recuperar el viejo espíritu y las actividades para las que las instalaciones fueron diseñadas. La recuperación arquitectónica corrió a cargo de los arquitectos Estanislao Pérez Pita y Jerónimo Junquera. La segunda época se abrió el año 1986.
La Residencia de Estudiantes es en la actualidad una fundación del sector público estatal, creada por el Consejo Superior de Investigaciones Científicas, cuyo presidente de honor es el rey de España. Su patronato está presidido conjuntamente por la ministra de Educación y Formación Profesional y la ministra de Ciencia e Innovación y está integrado por el Ministerio de Asuntos Exteriores, Unión Europea y Cooperación; el Ministerio de Cultura y Deporte; el Ministerio de Asuntos Económicos y Transformación Digital; el Ministerio de Universidades;  el Consejo Superior de Investigaciones Científicas; la Comunidad de Madrid; el Ayuntamiento de Madrid; la Junta de Andalucía; el Gobierno de Aragón; la Fundación Obra Social y Monte de Piedad de Madrid; el BBVA; Telefónica; la Fundación Carolina; la Fundación Cajasol; y la Asociación de Amigos de la Residencia de Estudiantes.
Actualmente se dedica a la recuperación de la memoria histórica de la llamada Edad de Plata de la cultura española (1868–1936) a través de la celebración de actos públicos y exposiciones, y del rescate documental de su Centro de Documentación. Este dispone de importantes fondos bibliográficos y documentales, principalmente del primer tercio del siglo XX, entre los que destacan los archivos particulares de Federico García Lorca, Luis Cernuda, Jesús Bal y Gay, Fernando de los Ríos o León Sánchez Cuesta, y de instituciones como la Junta para la Ampliación de Estudios o el Museo Pedagógico Nacional.
En junio de 2025, el Consejo de Ministros, a propuesta del ministro de Cultura, Ernest Urtasun, aprobó la declaración de Bien de Interés Cultural (BIC) en la categoría de monumento de la residencia.

## Labor editorial
Ha de reconocerse asimismo la labor editorial de la Residencia, pues allí aparecieron las Meditaciones del Quijote  de Ortega y Gasset en 1914, los Ensayos de Miguel de Unamuno y notables obras de Azorín, Cambó, González Hontoria, Antonio Machado, Eugenio d'Ors, Federico de Onís, Emilia Pardo Bazán y Antonio de Zulueta. También se publicaron en la Residencia importantes obras de los autores contemporáneos, como las Poesías completas de Antonio Machado que fueron publicadas bajo la dirección de Juan Ramón Jiménez en 1917.
En 1990 recuperó su sello editorial, con el que publica los resultados de su labor investigadora y algunos de sus cursos, lecturas de poemas (en edición de libro más CD) o ciclos de conferencias.

## Actividades contemporáneas
Dirigida desde 2004 por Alicia Gómez-Navarro Navarrete, la Residencia de Estudiantes organiza numerosos actos públicos, en los que han intervenido e intervienen muchos de los actuales protagonistas de las artes y las ciencias, como Mario Vargas Llosa, Pierre Boulez, Martinus Veltman, Ramón Margalef, Jacques Derrida, Blanca Varela o Massimo Cacciari, entre muchos otros. Conferencias, mesas redondas, conciertos, lecturas de poemas, encuentros o exposiciones convierten a la Residencia en un espacio abierto al debate, la reflexión crítica y la creación en torno a las tendencias de nuestra época.
Desde 1988 el Ayuntamiento de Madrid y la Residencia de Estudiantes convocan becas de estancia en la Residencia; estas becas van destinadas tanto a estudiantes de tercer ciclo como a creadores y artistas. La presencia de los becarios incorpora a las jóvenes generaciones a la vida de la Residencia, en la que intervienen como vínculo de continuidad y hospitalidad con los residentes, que se alojan en estancias cortas. Entre los becarios que han pasado por este edificio se encuentran algunos artistas como Félix Romeo, Mercedes Cebrián, Andrés Barba, Martín Rodríguez-Gaona, Ariadna G. García, Mariano Peyrou, Miriam Reyes, Carmen Jodra, Elena Medel, David Mayor, Miguel Álvarez-Fernández, Faustine Noguès, Carlos Contreras Elvira o Joaquín Pérez Azaústre.
La Residencia de Estudiantes fue distinguida en 2015 con el Sello de Patrimonio Europeo, concedido por la Unión Europea debido al papel que ha desempeñado en la historia y la cultura de Europa.